# Vaticaanse Obelisk
De Vaticaanse obelisk is een antieke obelisk op het Sint-Pietersplein in Rome.
De obelisk is 25,36 meter hoog. Met de voet en het kruis bovenop is de hoogte 40,23 meter. Hij weegt ongeveer 340.000 kilo. Het is een monoliet, gemaakt van rood graniet. Er zijn geen hiërogliefen op aangebracht. 

## Geschiedenis

### Egypte
De obelisk werd in de 13e eeuw v.Chr. opgericht in Heliopolis, in opdracht van een onbekende farao. De Romeinse prefect Gaius Cornelius Gallus liet de obelisk rond 30 v.Chr. verplaatsen naar een Forum Julium, dat hij ter ere van keizer Augustus in Alexandrië had laten bouwen. Op de obelisk werd een inscriptie geplaatst die aan dit feit herinnerde. Hoewel deze inscriptie al in de oudheid werd overschreven, kan hij nog herkend worden aan de hand van de gaten waarin ooit de bronzen letters waren geplaatst.

### Circus van Caligula en Nero
In 37 liet Caligula de obelisk naar Rome overbrengen, waar hij een plaats kreeg op de spina van het circus, dat Caligula naast zijn paleis bij de Vaticaanse heuvel had laten bouwen. Het schip waarmee de obelisk werd overgebracht was exceptioneel groot en werd later nog gebruikt als fundering voor een havenhoofd bij de haven van Portus. Caligula liet op twee zijden van de obelisk inscripties aanbrengen ter ere van Augustus en Tiberius; deze zijn nog steeds zichtbaar.
De obelisk stond in het circus toen Nero na de Grote brand van Rome in 64 de eerste christenvervolgingen startte. Volgens de historicus Tacitus werden christenen in de tuinen van het paleis en in het circus op gruwelijke wijze vermoord. Volgens de christelijke overlevering zou de apostel Petrus hierbij in het circus naast de obelisk zijn gekruisigd. De vermeende locatie van het graf van Petrus ligt daarom ook direct naast het circus. Na de dood van Nero in 68 raakte het circus buiten gebruik en werd in de eeuwen daarna afgebroken om ruimte te maken voor de sterk groeiende Vaticaanse necropolis langs de Via Cornelia. De obelisk bleef echter gewoon op zijn plaats staan. Keizer Constantijn begon rond 315 met de bouw van de eerste Sint-Pieterskerk over het graf van Petrus. De Vaticaanse obelisk stond nog tot in de 16e eeuw onaangeroerd naast de basiliek.

### Sint-Pietersplein

De obelisk, op de oude plek, gezien door de ogen van Pieter Jansz. Saenredam, die fantasievol te werk ging

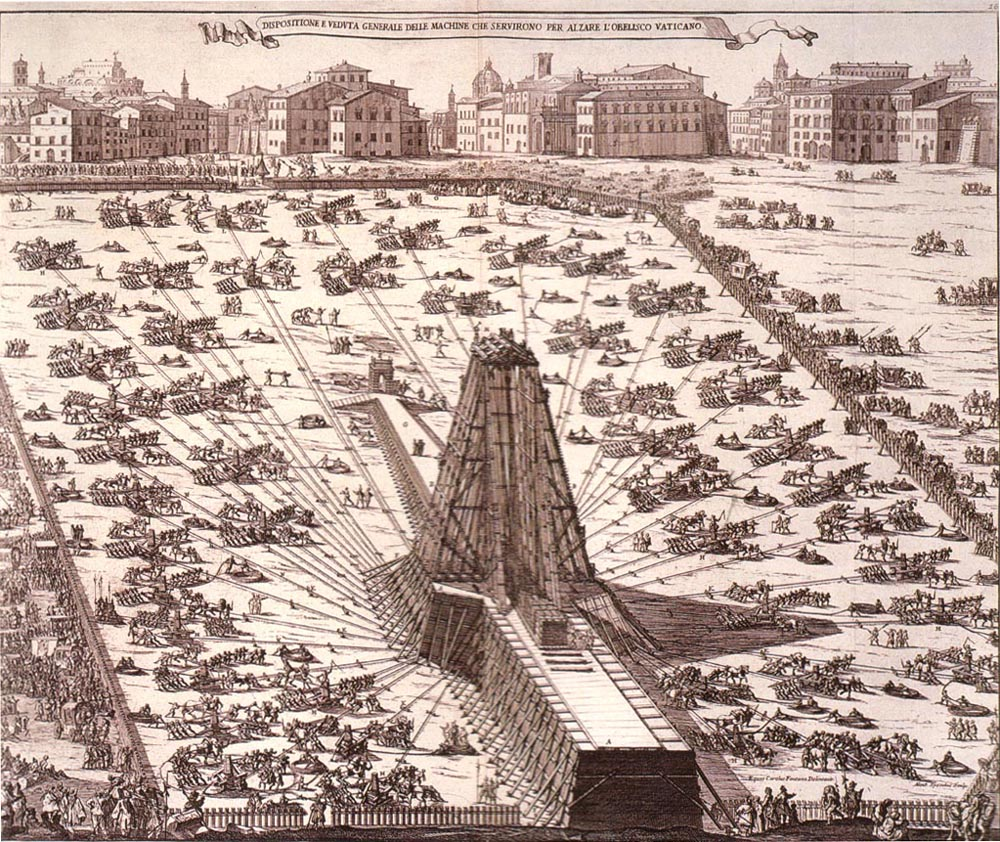
Verhuizing van de obelisk in 1586

In 1586 liet Paus Sixtus V de obelisk verplaatsen naar het midden van het nieuw aangelegde Sint-Pietersplein. De verhuizing werd uitgevoerd door de architect Domenico Fontana. In totaal werkten 900 man gedurende 6 maanden aan het project. De obelisk werd op houten rollers geplaatst en voorzichtig naar zijn nieuwe locatie overgebracht. Hier werd hij met behulp van touwen en een houten stellage door een groot aantal mannen en paarden rechtop getrokken.
Op de obelisk stond oorspronkelijk een koperen bol, die volgens een middeleeuwse legende de as van Julius Caesar zou bevatten. De bol werd bij de verhuizing vervangen door een kruis en wordt tegenwoordig tentoongesteld in de Capitolijnse Musea.
Op de nieuwe voet werd een inscriptie geplaatst, die aan de verhuizing herinnert. De obelisk lijkt op de voet te worden gedragen door vier bronzen leeuwen, die samen met de ster en drie heuvels in de versiering bovenop symbolen zijn van het wapenschild van Sixtus V. De adelaars bij voet van de obelisk werden in 1743 geplaatst in opdracht van Paus Innocentius XIII. Sinds 1817 dient de obelisk ook als zonnewijzer. Hiertoe werd ten noorden van de obelisk een granieten band in het plaveisel van het plein aangebracht, waar de schaduw van de obelisk op het middaguur overheen valt. De schaduw van de top van de obelisk op schijven op het plein geeft aan wanneer een equinox en zonnewende plaatsvindt.
De Vaticaanse obelisk is de enige antieke obelisk in Rome die sinds de oudheid altijd overeind is blijven staan. De andere obelisken in Rome waren in de middeleeuwen omgevallen en werden pas in latere tijden weer opgericht.